# Городище (Цуманская поселковая община)
Городи́ще (укр. Городище) — село в Цуманской поселковой общине Луцкого района Волынской области Украины.
До 2020 года входило в Киверцовский район.
Код КОАТУУ — 0721886202. Население по переписи 2001 года составляет 823 человека. Почтовый индекс — 45231. Телефонный код — 3365. Занимает площадь 3,556 км².